# Adolf Richard Stellmacher
Adolf Richard Stellmacher (* 3. März 1831 in Elbing; † 9. April 1907 in Leipzig) war ein deutscher Reichsgerichtsrat.

## Leben
Stellmacher studierte Rechtswissenschaft an der Albertus-Universität Königsberg und wurde 1850 Silber-Litthauer. 1853 vereidigt, wurde der Ostpreuße Stellmacher am 11. Mai 1855 zum Referendar im Bezirk des Appellationsgerichts Marienwerder ernannt. 1859 wurde er Gerichtsassessor und arbeitete bei Danziger Gerichten. Später wurde er Hilfsarbeiter bei der Staatsanwaltschaft in Tilsit, ab 1864 Staatsanwalt in Angerburg und ab 1866 in Insterburg. Darauf wurde er nach Altona versetzt und im März 1875 zum Oberstaatsanwalt beim (späteren) Oberlandesgericht Königsberg ernannt. In derselben Dienststellung ging er am 1. Oktober 1879 an das Oberlandesgericht Celle. Schließlich wurde er am 1. Januar 1890 Rat im I. Strafsenat des Reichsgerichts, dem er bis zum 1. Juli 1903, dem Tag des Ausscheidens aus dem Dienst, angehörte. Beim Festakt zum 25-jährigen Jubiläum des Reichsgerichts am 1. Oktober 1904 verlieh ihm die Universität Leipzig den Dr. iur. h. c. Ab 1884 war Stellmacher Mitglied des Preußischen Staatsrats. Zum 55. Stiftungsfest, am 17. Mai 1906, wurde ihm das Band des Corps Baltia Königsberg verliehen, das 1851 von den Silber-Litthauern gestiftet worden war. Theodor Fontane beschrieb ihn als „frischen ostpreußischen Lebemann“.